# Karczówka (Przysucha)
Pour les articles homonymes, voir Karczówka.
Karczówka (prononciation : [karˈt͡ʂufka]) est un village polonais de la gmina de Rusinów dans le powiat de Przysucha de la voïvodie de Mazovie dans le centre-est de la Pologne.
Il se situe à environ3 kilomètres au nord-est de Rusinów (siège de la gmina), 6 kilomètres au nord de Przysucha (siège du powiat) et à 93 kilomètres au sud de Varsovie (capitale de la Pologne).

## Histoire
De 1975 à 1998, le village appartenait administrativement à la voïvodie de Radom.